# Аггравация (эпилептология)
Аггравация — парадоксальное учащение, утяжеление эпилептических приступов, изменение характера приступов у пациентов с эпилепсией, возникающие как следствие терапии противосудорожными средствами:55. В некоторых случаях аггравация приводит к развитию эпилептического статуса — судорожного, бессудорожного, электрического эпилептического статуса сна:137.
Отдельные противосудорожные средства могут вызывать аггравацию лишь определённого вида или лишь определённых типов приступов. Некоторым из противосудорожных средств присущ очень низкий потенциал аггравации. Аггравация наблюдается при самых разных видах формах эпилепсии и во всех возрастных группах, но наиболее склонны к ней пациенты с идиопатической генерализованной эпилепсией и пациенты детского возраста:138.
Согласно Perucca и соавторам, все случаи аггравации можно разделить на две категории:138:
1. Парадоксальная интоксикация — возникает вследствие применения излишне высоких доз противосудорожных препаратов (передозировки) или избыточного количества препаратов при политерапии.
2. Селективная (фармакодинамическая, лекарственнозависимая) аггравация — возникает вследствие специфического негативного воздействия некоторых противосудорожных средств на определённые типы эпилептических приступов, имеющего патогенетическую основу.

## Парадоксальная интоксикация
Может возникать при приёме практически всех противосудорожных средств в чрезмерных дозах, но чаще всего — при приёме фенитоина. При интоксикации противосудорожными препаратами приступы порой возникают даже у пациентов, не страдающих эпилепсией. Возникновение парадоксальной интоксикации зависит не только от суточной дозы, но и от концентрации препарата в плазме, которая, в свою очередь, может зависеть от особенностей метаболизма противосудорожных препаратов у некоторых пациентов (замедление метаболизма по причине нарушения функции печени, вытеснение препарата из связи с белками при пониженном уровне альбумина на фоне голодания и др.). Такие особенности метаболизма приводят к тому, что концентрация препарата в плазме может превысить терапевтические пределы даже при приёме средних или низких терапевтических доз:138—139.
Аггравация этой разновидности часто сочетается с дозозависимыми побочными эффектами, такими как сонливость, диплопия, атаксия, тремор, нистагм, тошнота, рвота. Кроме того, парадоксальная интоксикация может возникать (при приёме вальпроатов) на фоне гепатопатии и гипераммониемии:139.
Парадоксальная интоксикация особенно часто встречается при политерапии, при этом по причине лекарственных взаимодействий трудно понять, какой именно из препаратов стал причиной аггравации:139.

## Селективная аггравация
Особенности фармакодинамики противосудорожных средств обусловливают не только их терапевтический эффект — активность в отношении определённых типов приступов, но и способность учащать некоторые типы приступов. Особенно высок риск учащения приступов при применении препаратов, имеющих один из следующих механизмов действия: ГАМК-эргический механизм или изолированное блокирование натриевых каналов, — а также при применении препаратов, сочетающих оба этих механизма действия. В частности, особенно высок риск аггравации при применении фенитоина, изолированно блокирующего натриевые каналы, габапентина, тиагабина и вигабатрина, избирательно действующих через ГАМК-эргические механизмы:139.
Причиной селективной аггравации является назначение противосудорожных средств без учёта особенностей фармакодинамики препаратов (например, противопоказаниями к приёму карбамазепина являются абсансы и миоклонические приступы). Как правило, после отмены препарата, вызвавшего селективную аггравацию, приступы, впервые возникшие в результате аггравации, самопроизвольно прекращаются:140.
| Препарат       | Учащение приступов или возникновение новых видов приступов |
| -------------- | --- |
| Фенитоин       | Миоклонические приступы, абсансы |
| Фенобарбитал   | Миоклонические приступы, абсансы |
| Карбамазепин   | Наиболее высокий потенциал аггравации наблюдается при идиопатической генерализованной эпилепсии. Могут развиваться миоклонии, негативный миоклонус, абсансы, возможны появление феномена вторичной билатеральной синхронизации, учащение приступов, исходящих из дополнительной моторной зоны при лобной эпилепсии. При роландической эпилепсии возможно развитие ESES-синдрома |
| Окскарбазепин  | В рамках идиопатической генерализованной эпилепсии возможны генерализованные приступы (миоклонические, абсансы). Существует единичное описание негативного миоклонуса |
| Вальпроаты     | Аггравацию вызывают редко, и в основном она связана с передозировкой, развитием метаболических нарушений (гепатопатия, гипераммонемия и др.) |
| Бензодиазепины | Учащение миоклоний, генерализованных приступов (особенно тонических) |
| Ламотриджин    | Миоклонии при тяжёлых формах миоклонической эпилепсии и юношеской миоклонической эпилепсии |
| Этосуксимид    | Аггравацию вызывает редко |
| Вигабатрин     | Абсансы, тонико-клонические приступы при идиопатической генерализованной эпилепсии |

## Меры предосторожности
К факторам, позволяющим уменьшить риск аггравации, относятся:
- монотерапия[1]:176;
- применение противосудорожных средств широкого спектра действия (в частности, вальпроатов)[1]:176;
- применение противосудорожных средств узкого спектра действия лишь с учётом спектра их противосудорожной активности[1]:176;
- правильное выявление типа приступов и формы эпилепсии[1]:176 (типы приступов и форму эпилепсии необходимо учитывать при выборе препарата[1]:55).